# 北アイルランドの首席大臣・副首席大臣
北アイルランドにおいて、首席大臣と副首席大臣（きたアイルランドのしゅせきだいじん・ふくしゅせきだいじん、英語: First Minister and deputy First Minister of Northern Ireland、アイルランド語: Chéad-Aire agus LeasChéad-Aire Thuaisceart Éireann）は合同で北アイルランド自治政府の長を務める。
2024年2月以来、シン・フェイン党のミシェル・オニールが首席大臣を、民主統一党のエマ・リトル＝ペンジェリーが副首席大臣を務める。

## 概要
首席大臣と副首席大臣は名称の上では正副の違いがあるものの、同等の政治権力を持ち、コンソシエーションの原則に基づく二頭政治の体制となっている。首席大臣は北アイルランド議会の第1党から、副首席大臣は第1党と異なるコミュニティ・グループ（ユニオニスト・ナショナリスト・その他）の最大勢力から指名される。副首席大臣は慣習的に小文字のdで綴られ（deputy First Minister）、首席大臣に従属していない。
この体制は1998年に締結されたベルファスト合意に基づいて設置され、2006年のセント・アンドリュース合意後に変更が加えられた。

## 主席大臣・副主席大臣の一覧
| 首席大臣 | 首席大臣                                                              | 首席大臣 | 首席大臣                 | 首席大臣                                     | 副首席大臣                                              | 副首席大臣                                      | 副首席大臣                            | 副首席大臣                                  | 副首席大臣                                   | 内閣 | 選挙 |
| 代       | 首席大臣                                                              | 首席大臣 | 所属政党                 | 在任期間                                     | 代                                                      | 副首席大臣                                      | 副首席大臣                            | 所属政党                                    | 在任期間                                     | 内閣 | 選挙 |
| -------- | --------------------------------------------------------------------- | -------- | ------------------------ | -------------------------------------------- | ------------------------------------------------------- | ----------------------------------------------- | ------------------------------------- | ------------------------------------------- | -------------------------------------------- | ---- | ---- |
| 001      | デヴィッド・トリンブル David Trimble                                  |          | アルスター統一党 （UUP） | 1998年7月1日 - 2001年7月1日（3年 + 0日）     | 001                                                     | シェイマス・マロン Seamus Mallon                |                                       | 社会民主労働党 （SDLP）                     | 1998年7月1日 - 2001年11月6日（3年 + 128日）  | 1    | 1    |
| 00－     | レグ・エンペイ Reg Empey首席大臣代理 （企業貿易投資大臣）             |          | アルスター統一党 （UUP） | 2001年7月1日 - 2001年11月6日（128日）        | 001                                                     | シェイマス・マロン Seamus Mallon                |                                       | 社会民主労働党 （SDLP）                     | 1998年7月1日 - 2001年11月6日（3年 + 128日）  | 1    | 1    |
| 0(1)     | デビッド・トリンブル David Trimble                                    |          | アルスター統一党 （UUP） | 2001年11月6日 - 2002年10月14日（342日）      | 002                                                     | マーク・ダーカン Mark Durkan                    |                                       | 社会民主労働党 （SDLP）                     | 2001年11月6日 - 2002年10月14日（342日）      | 1    | 1    |
| 00－     | ジョン・リード John Reid北アイルランド担当大臣                        |          | 労働党 （LP）            | 2002年10月14日 - 2002年10月24日（10日）      | 00－                                                    | （欠員）                                        | （欠員）                              | （欠員）                                    | 2002年10月14日 - 2007年5月8日（4年 + 206日） | 2    | 2    |
| 00－     | ポール・マーフィー Paul Murphy北アイルランド担当大臣                  |          | 労働党 （LP）            | 2002年10月24日 - 2005年5月8日（2年 + 196日） | 00－                                                    | （欠員）                                        | （欠員）                              | （欠員）                                    | 2002年10月14日 - 2007年5月8日（4年 + 206日） | 2    | 2    |
| 00－     | ピーター・ヘイン Peter Hain北アイルランド担当大臣                     |          | 労働党 （LP）            | 2005年5月6日 - 2007年5月8日（2年 + 2日）     | 00－                                                    | （欠員）                                        | （欠員）                              | （欠員）                                    | 2002年10月14日 - 2007年5月8日（4年 + 206日） | 2    | 2    |
| 002      | イアン・ペイズリー Ian Paisley                                        |          | 民主統一党 （DUP）       | 2007年5月8日 - 2008年6月5日（1年 + 28日）    | 003                                                     | マーティン・マクギネス Martin McGuinness        |                                       | シン・フェイン党                            | 2007年5月8日 - 2011年9月20日（4年 + 135日）  | 3    | 3    |
| 003      | ピーター・ロビンソン Peter Robinson                                   |          | 民主統一党 （DUP）       | 2008年6月5日 - 2010年1月11日（1年 + 220日）  | 003                                                     | マーティン・マクギネス Martin McGuinness        |                                       | シン・フェイン党                            | 2007年5月8日 - 2011年9月20日（4年 + 135日）  | 3    | 3    |
| 00－     | アーリーン・フォスター Arlene Foster首席大臣代理 （企業貿易投資大臣） |          | 民主統一党 （DUP）       | 2010年1月11日 - 2010年2月3日（23日）         | 003                                                     | マーティン・マクギネス Martin McGuinness        |                                       | シン・フェイン党                            | 2007年5月8日 - 2011年9月20日（4年 + 135日）  | 3    | 3    |
| 0(3)     | ピーター・ロビンソン Peter Robinson                                   |          | 民主統一党 （DUP）       | 2010年2月3日 - 2015年9月10日（5年 + 219日）  | 003                                                     | マーティン・マクギネス Martin McGuinness        |                                       | シン・フェイン党                            | 2007年5月8日 - 2011年9月20日（4年 + 135日）  | 3    | 3    |
| 0(3)     | ピーター・ロビンソン Peter Robinson                                   | 00－     | 民主統一党 （DUP）       | 2010年2月3日 - 2015年9月10日（5年 + 219日）  | ジョン・オダウド John O'Dowd副首席大臣代理 （教育大臣） |                                                 | シン・フェイン党                      | 2011年9月20日 - 2011年10月31日（41日）      | 4                                            | 4    |      |
| 0(3)     | ピーター・ロビンソン Peter Robinson                                   | 0(3)     | 民主統一党 （DUP）       | 2010年2月3日 - 2015年9月10日（5年 + 219日）  | マーティン・マクギネス Martin McGuinness                |                                                 | シン・フェイン党                      | 2011年10月31日 - 2017年1月9日（5年 + 70日） | 4                                            | 4    |      |
| 00－     | アーリーン・フォスター Arlene Foster首席大臣代理 （企業貿易投資大臣） | 0(3)     |                          | 民主統一党 （DUP）                           | マーティン・マクギネス Martin McGuinness                | 2015年9月10日 - 2015年10月20日（40日）          | シン・フェイン党                      | 2011年10月31日 - 2017年1月9日（5年 + 70日） | 4                                            | 4    |      |
| 0(3)     | ピーター・ロビンソン Peter Robinson                                   | 0(3)     |                          | 民主統一党 （DUP）                           | マーティン・マクギネス Martin McGuinness                | 2015年10月20日 - 2016年1月11日（83日）          | シン・フェイン党                      | 2011年10月31日 - 2017年1月9日（5年 + 70日） | 4                                            | 4    |      |
| 004      | アーリーン・フォスター Arlene Foster                                  | 0(3)     |                          | 民主統一党 （DUP）                           | マーティン・マクギネス Martin McGuinness                | 2016年1月11日 - 2017年1月9日（364日）           | シン・フェイン党                      | 2011年10月31日 - 2017年1月9日（5年 + 70日） | 5                                            | 5    |      |
| 00－     | （欠員）                                                              | （欠員） | （欠員）                 | 2017年1月9日 - 2020年1月11日（3年 + 2日）    | 00－                                                    | （欠員）                                        | （欠員）                              | （欠員）                                    | 2017年1月9日 - 2020年1月11日（3年 + 2日）    | －   | 6    |
| 0(4)     | アーリーン・フォスター Arlene Foster                                  |          | 民主統一党 （DUP）       | 2020年1月11日 - 2021年6月14日（1年 + 154日） | 004                                                     | ミシェル・オニール Michelle O'Neill             |                                       | シン・フェイン党                            | 2020年1月11日 - 2021年6月14日（1年 + 154日） | 6    | 6    |
| 005      | ポール・ジバン Paul Givan                                             |          | 民主統一党 （DUP）       | 2021年6月17日 - 2022年2月4日（232日）        | 004                                                     | ミシェル・オニール Michelle O'Neill             | 2021年6月17日 - 2022年2月4日（232日） | シン・フェイン党                            |                                              | 6    | 6    |
| 00－     | （欠員）                                                              | （欠員） | （欠員）                 | 2022年2月4日 - 2024年2月2日（1年 + 363日）   | 00－                                                    | （欠員）                                        | （欠員）                              | （欠員）                                    | 2022年2月4日 - 2024年2月2日（1年 + 363日）   | －   | 7    |
| 006      | ミシェル・オニール Michelle O'Neill                                   |          | シン・フェイン党         | 2024年2月3日 -現職（1年 + 44日）             | 005                                                     | エマ・リトル＝ペンジェリー Emma Little-Pengelly |                                       | 民主統一党 （DUP）                          | 2024年2月3日 -現職（1年 + 44日）             | 7    | 7    |